# Narodowy Stadion Rugby
Das Narodowy Stadion Rugby (dt. Rugby-National-Stadion) ist ein reines Rugbystadion in der Stadt Gdynia (dt. Gdingen) im Norden Polens und Austragungsort zahlreicher Partien der polnischen Rugbynationalmannschaft sowie Heimstätte des lokalen Rugbyvereins Arka Gdynia. Gelegentlich wird es auch von der örtlichen American-Football-Mannschaft Seahawks Gdynia genutzt.
Das Rugby-National-Stadion ist die einzige eigens für den Rugbysport erbaute Spielstätte in Polen. In der Regel spielen die Mannschaften der polnischen Rugbyligen und die polnische Rugbynationalmannschaft in Fußball- oder Multifunktionsstadien. Abgeschlossen wurde der Bau des Rugby-National-Stadions im Dezember 2009, die Eröffnung fand Februar 2010 statt. Davor wurde für Rugbypartien das benachbarte Stadion Miejski genutzt. Eigentümer der gesamten Einrichtung ist die Stadtgemeinde von Gdynia.